# 丸山誠治
丸山誠治（1912年6月15日—1989年11月22日），日本電影導演。和松林宗惠都是執導戰爭片極為出色的導演。

## 生平
出生於山口縣山口市道場門前町，帝都大學畢業，1937年及1943年曾經兩度徵招參與中日戰爭，1965年執導戰爭片『太平洋奇蹟的作戰 金斯卡島』，獲得成功。1968年『連合艦隊司令長官 山本五十六』及1969年『日本海大海戰』以論述山本五十六和東鄉平八郎這兩位歷史人物。

## 作品
- 思春期（1952年）
- 太平洋奇蹟的作戰 金斯卡島（1965年）
- 聯合艦隊司令長官 山本五十六（1968年）
- 日本海大海戰（1969年）
- 大空的武士（1976年）